# Belleville-sur-Meuse
Belleville-sur-Meuse är en kommun i departementet Meuse i regionen Grand Est (tidigare regionen Lorraine) i nordöstra Frankrike. Kommunen ligger i kantonen Charny-sur-Meuse som tillhör arrondissementet Verdun. År 2022 hade Belleville-sur-Meuse 3 023 invånare.

## Befolkningsutveckling
Antalet invånare i kommunen Belleville-sur-Meuse
| Referens: INSEE |